# Chartreuse d'Ittingen
 (septembre 2017).
Si vous disposez d'ouvrages ou d'articles de référence ou si vous connaissez des sites web de qualité traitant du thème abordé ici, merci de compléter l'article en donnant les références utiles à sa vérifiabilité et en les liant à la section « Notes et références ».
La chartreuse Saint-Laurent d'Ittingen est une ancienne chartreuse située en Suisse dans la commune de Warth-Weiningen du canton de Thurgovie. C'est aujourd'hui un lieu de séminaires et de conférences avec un petit musée, ainsi que des hôtels et un restaurant. Certaines parties sont occupées par un foyer pour personnes frappées de troubles psychiques.

## Histoire
Un fort de bois est construit par les seigneurs d'Ittingen vers l'an 800 à l'ouest du « Chrüzbuck », drumlin recouvert de forêt près de la route d'Uesslingen.

### Période monastique
Du IXe au XIIIe siècle, le château fort d'Ittingen est le siège des seigneurs d'Ittingen, famille de la petite noblesse militaire et ministériels des Guelfes. En 1079, le fort de Hittingin est détruit par les troupes de l'abbé de Saint-Gall à l'époque de la querelle des Investitures qui oppose Henri IV au pape Grégoire VII. Le château est reconstruit, sans doute en réparations. Le noyau du nouveau château se trouve à l'emplacement de l'aile sud du monastère. Pendant soixante-dix ans, le château est le siège des drossards d'Ittingen.
En 1150, les trois derniers représentants de la famille d'Ittingen fondent dans leur château un monastère qu'ils placent sous la règle de saint Augustin et y prononcent eux-mêmes leurs vœux. Ils sont appuyés dans cette entreprise par l'évêque de Constance et par les Guelfes, et le comte de Kybourg en devient le protecteur (Vogt). En 1152, le duc Welf VI lui accorde des privilèges. Le monastère est placé sous la protection de son saint patron, le martyr saint Laurent, qui apparaît sur le blason du monastère avec son gril.

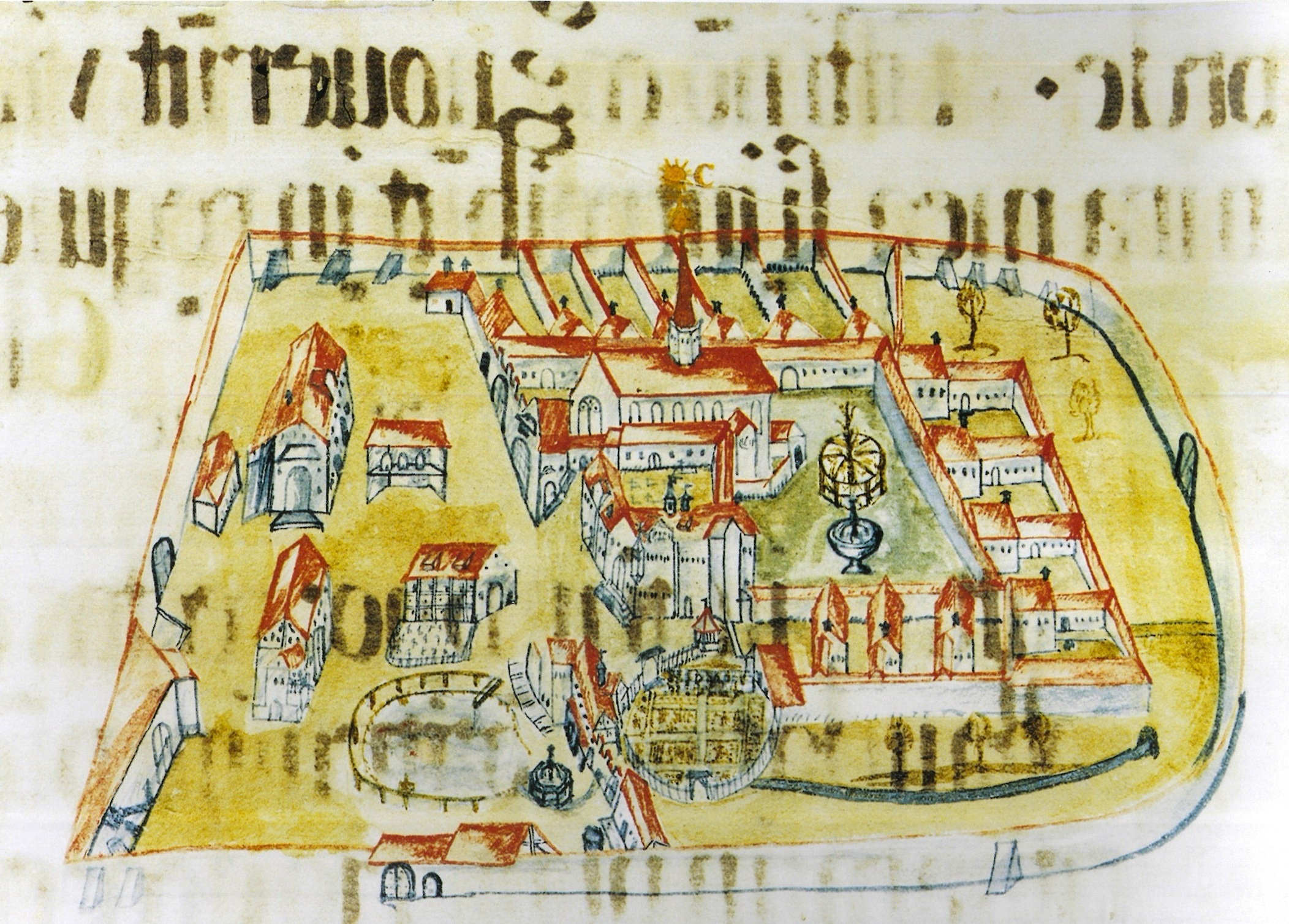
Ittingen vers 1640.

Le modeste monastère connaît un certain épanouissement grâce à la proximité de Frauenfeld, petite ville qui devient sous le gouvernement des Habsbourg le noyau administratif des alentours ; mais n'atteint aucun niveau d'importance. En 1289, il n'a que cinq moines de chœur et deux frères convers dirigés par un prévôt. En 1420, Ittingen n'avait plus de prêtre ni de prieur. L'empereur Frédéric III, qui avait mis Frauenfeld sous son administration directe en 1458, décide d'améliorer la position d'Ittingen et le confie aux Chartreux qui connaissent alors une expansion fulgurante. La transaction s'effectue en 1461. Les chartreux rachètent ce monastère indigent et construisent un grand mur d'enceinte. Il est formellement intégré à l'ordre des Chartreux en 1471.
Selon leur règle, en partie érémitique, le culte et les offices en général ne sont pas accessibles aux fidèles du dehors et l'église conventuelle n'est donc pas ouverte à la population locale. Des très rares hôtes masculins peuvent y être admis. Les femmes du village furieuses d'être évincées de l'église en forcent la porte et obtiennent en conséquence la jouissance d'une chapelle à Warth.

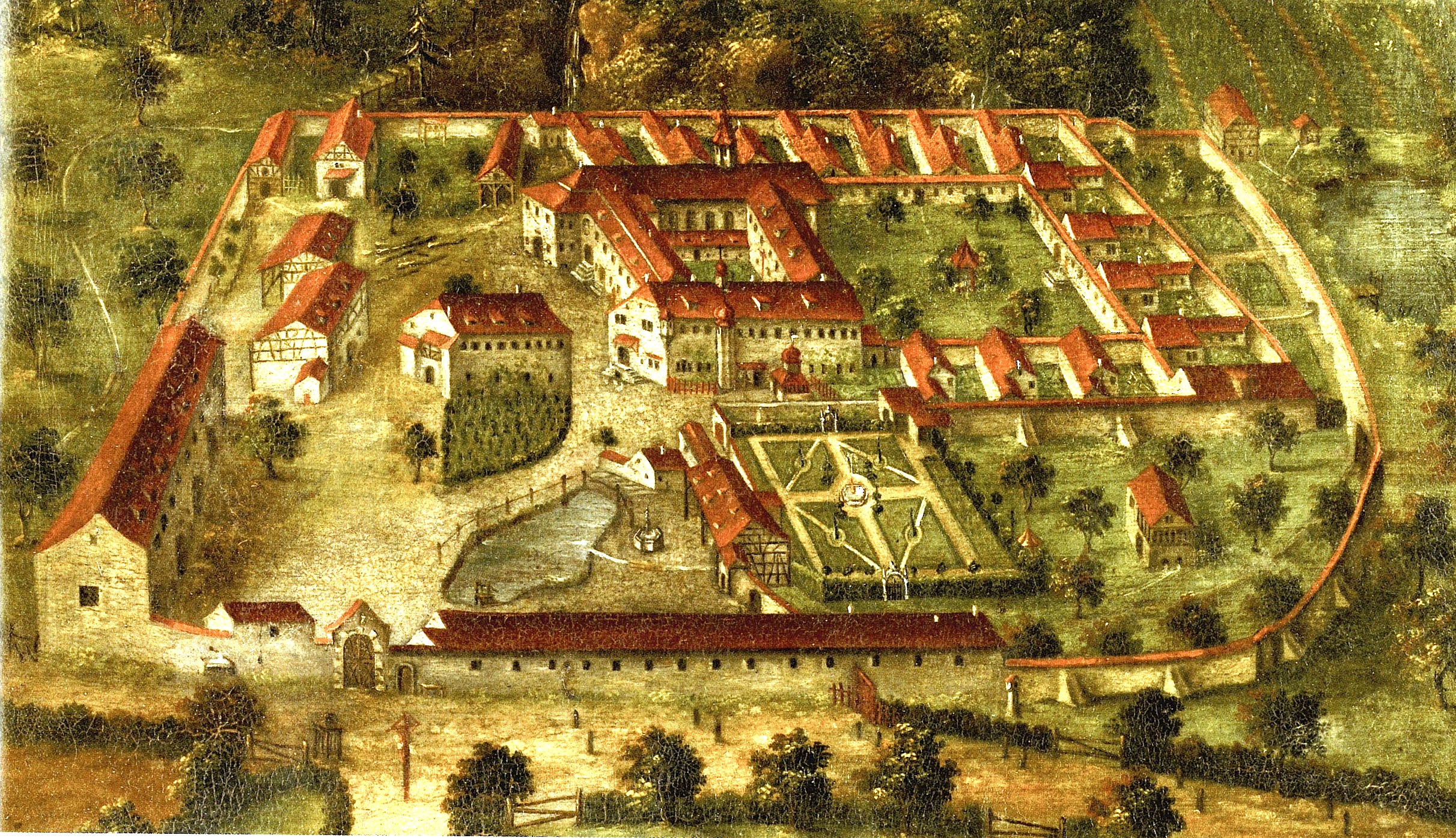
Ittingen au XVIIIe siècle.

Le 18 juillet 1524, la chartreuse est envahie par les protestants, pillée pendant deux jours d'affilée, puis incendiée. Les moines ne reviennent que progressivement ; ils ne reconstruisent leur monastère qu'en 1553, à l'époque de la Contre-Réforme. Pendant la guerre de Trente Ans, la chartreuse accueille les moines de la chartreuse de Fribourg, fuyant les ravages de la guerre.

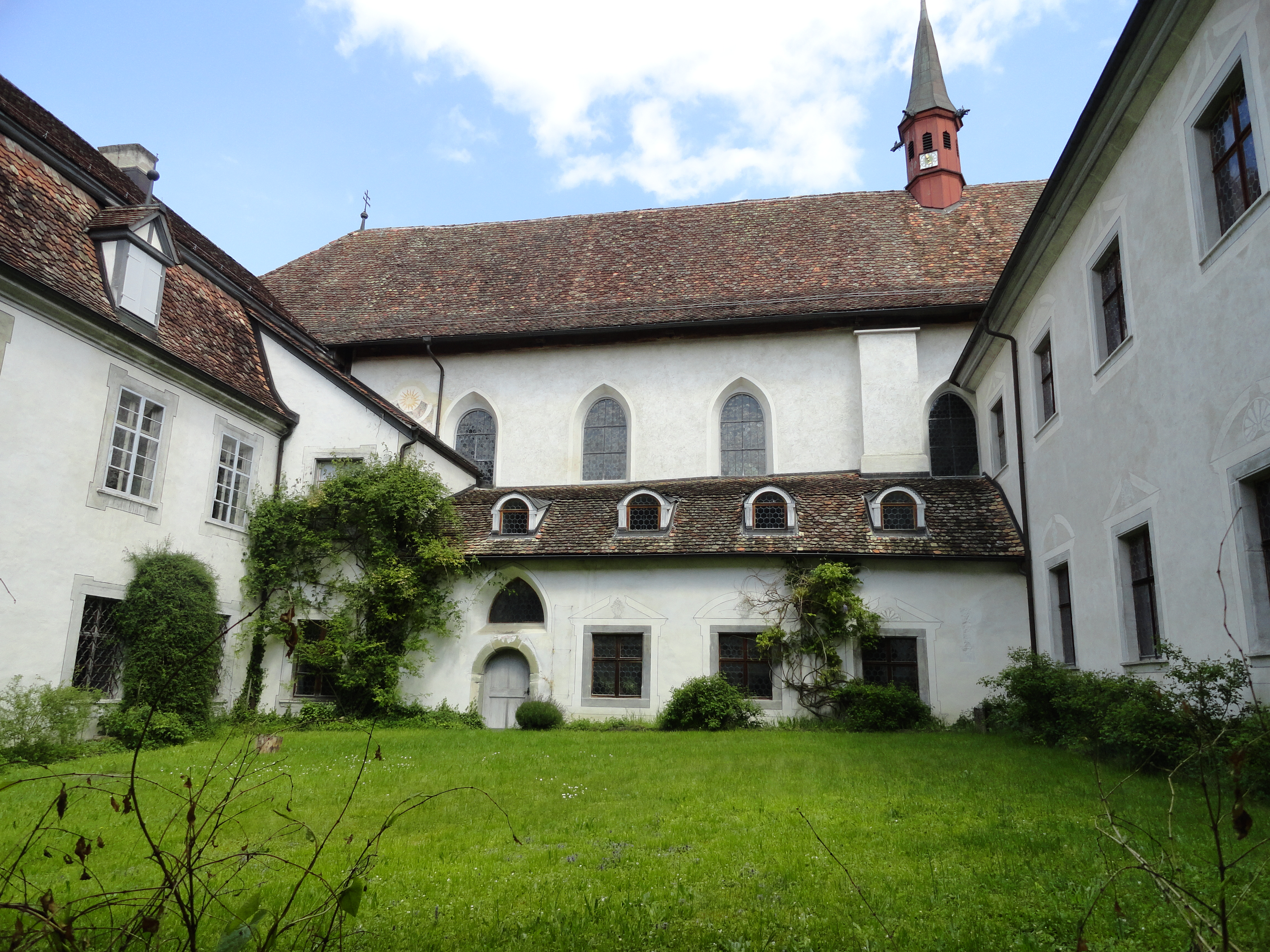
Le petit cloître avec l'église au fond.

Sous le prieur Bruno Müller et le procurateur (moine chargé des affaires économiques) Josephus Wech, la chartreuse connaît une période de grande prospérité économique, grâce à l'exploitation d'un vignoble et d'ateliers et à une rationalisation agricole efficace. Une bonne année pouvait rapporter vingt mille florins, somme considérable à l'époque. En comparaison, une maison de ferme avec une grange, étable et jardin coûtait en 1762 deux cent-soixante florins. Cette nouvelle opulence conduit les moines à procéder à de nouvelles constructions et restaurations et à réaménager leur église. Le prieur Bruno Müller d'après ce que relatent les chroniques fait imprimer vers 1648 ce fameux recueil historique et hagiographique, Helvetia Sancta, de Heinrich Murer.
En 1798, après la disparition de l'ancienne Confédération (Alte Eidgenossenschaft) et l'apparition de la République helvétique, il est désormais interdit aux congrégations de prendre des novices ; ce qui équivaut à la mort à terme des congrégations et ordres religieux. De plus les privilèges monastiques sont abolis par le canton de Thurgovie nouvellement formé, leurs entreprises agricoles et artisanales sont directement gérées par l'administration cantonale et des taxes confiscatoires sont imposées aux chartreux. Le monastère est finalement fermé en 1848 après sept cents ans d'histoire. La bibliothèque médiévale est prise par la bibliothèque cantonale de Thurgovie.

### Propriété privée

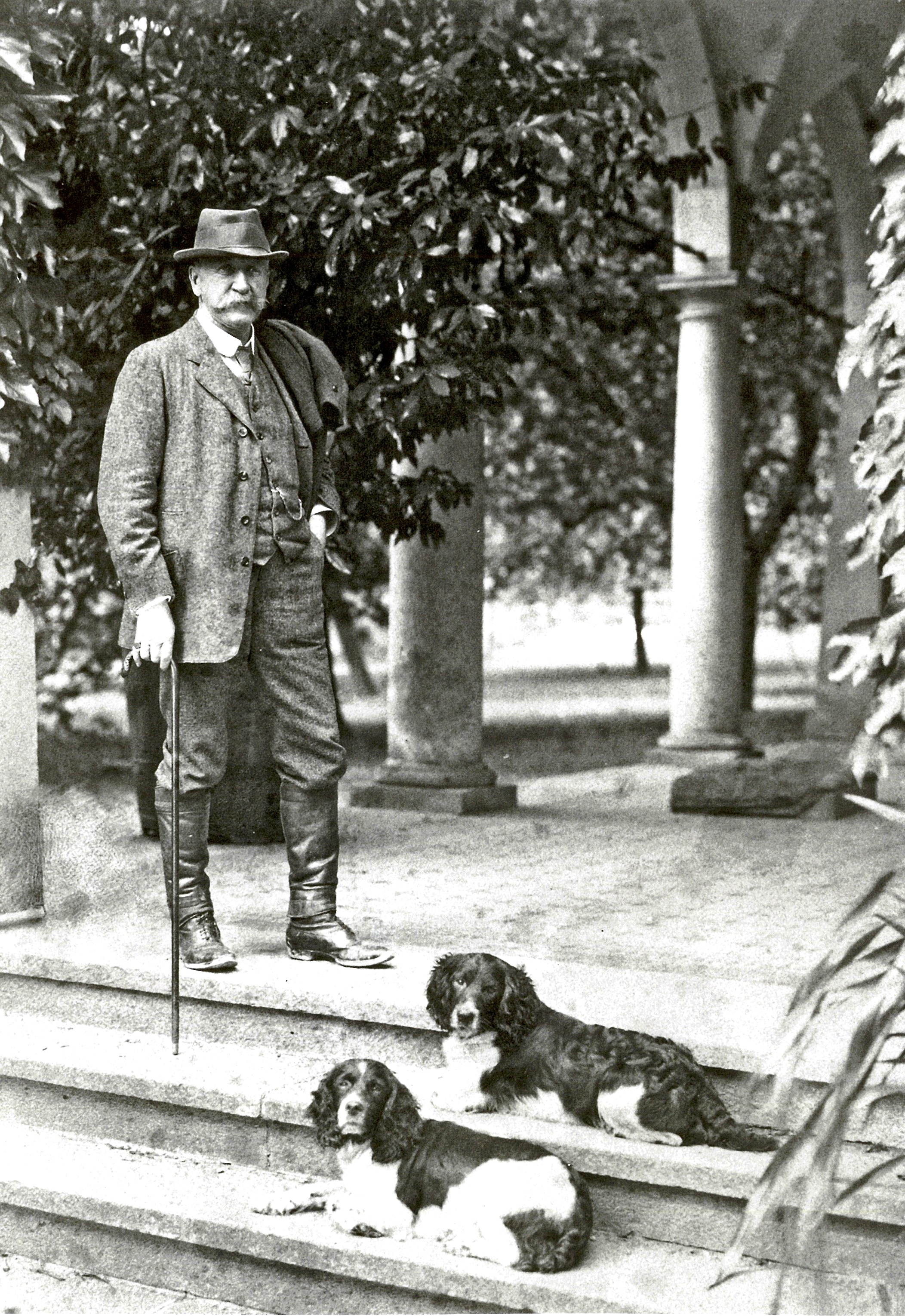
Victor Fehr.

Photo aérienne (1949)

Après sa sécularisation, l'ancienne chartreuse est d'abord gérée par le canton, puis elle est vendue en 1858 à deux Appenzellois. Mais en raison de la baisse du revenu provenant de la viticulture, ils revendent le domaine à l'automne 1867 au banquier et négociant saint-gallois Edmund Fehr, pour la somme de 308 000 francs suisses. Ce dernier met à la disposition de son fils Victor âgé de 21 ans les bâtiments de l'ancienne chartreuse, avec 100 hectares de forêt, des terres arables, etc. Sa famille exploitera ce domaine agricole jusqu'en 1977. La chartreuse est alors dans un bon état de conservation et la famille des propriétaires s'installe dans l'ancienne maison du prieur, dans l'aile sud du monastère.
Le 4 septembre 1912, le Kaiser Guillaume II visite les lieux au cours des manœuvres impériales du 4 au 8 septembre 1912. Victor Fehr installe alors pour le confort de son illustre hôte le premier W.C. avec chasse d'eau de la chartreuse, ce qui était encore une rareté pour l'époque en Suisse.
Après Victor Fehr, son fils Edmund (1883-1965), lieutenant-colonel de cavalerie, lui succède comme propriétaire du domaine. On a appris en 1999 qu'il y avait recueilli pendant la dernière guerre Käthe Vordtriede, journaliste socialiste allemande d'origine juive, de juillet à octobre 1941.

### Aujourd'hui
En 1977, la chartreuse est vendue à la fondation Stiftung Kartause Ittingen et connaît des travaux de restauration de 1978 à 1983 pour 49 millions de francs suisses, financés par le canton de Thurgovie, des compagnies privées et des personnes privées. Les travaux sont confiés au bureau d'architectes Scherrer et Hartung de Schaffhouse pour la rénovation du monastère, au bureau d'architectes Antoniol et Huber pour le musée d'art, au bureau d'architectes Kräher et Jenny pour les bâtiments de service. Une nouvelle phase se tient de 2008 à 2009.
La fondation administre aujourd'hui à Ittingen un centre éducatif et culturel, et un foyer d'accueil d'environ trente hommes et femmes handicapés mentaux qui sont employés à l'entretien des locaux. Ces derniers abritent aussi un centre éducatif géré par l'association protestante évangélique Tecum, le musée d'art de Thurgovie (Kunstmuseum Thurgau) et le musée de la chartreuse d'Ittingen. Enfin les bâtiments de l'ancienne chartreuse abritent également deux hôtels de soixante-huit chambres avec des salles de séminaire, une salle multifonctionnelle Remise et le restaurant Zur Mühle (Au moulin).
Le domaine de l'ancienne chartreuse est l'un des domaines agricoles les plus étendus de Thurgovie. Il est constitué de champs et de vignobles, de deux houblonnières qui livrent leur récolte à Coire pour la production de bière Heineken, ainsi que de fromageries.

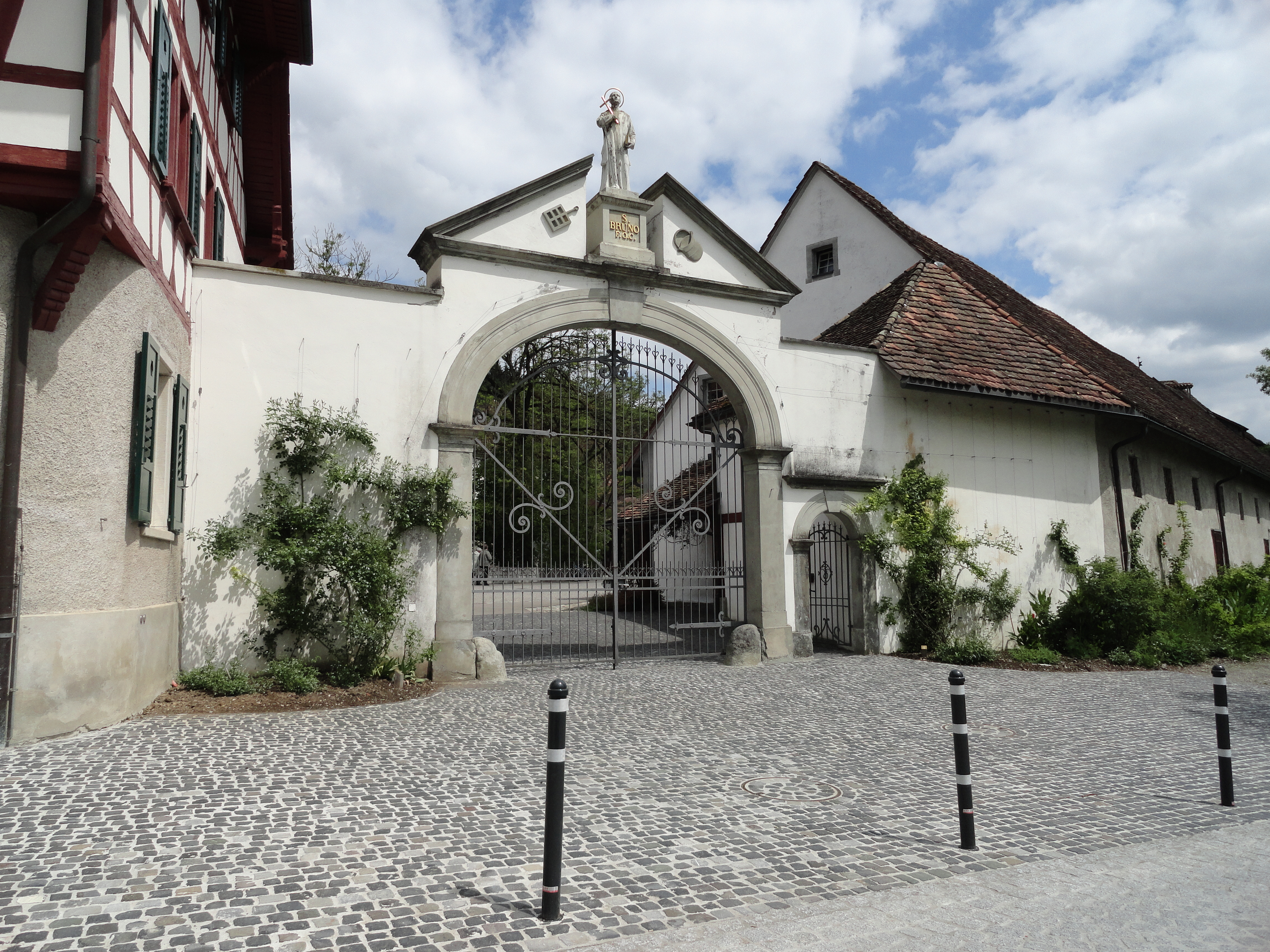
Entrée de la chartreuse
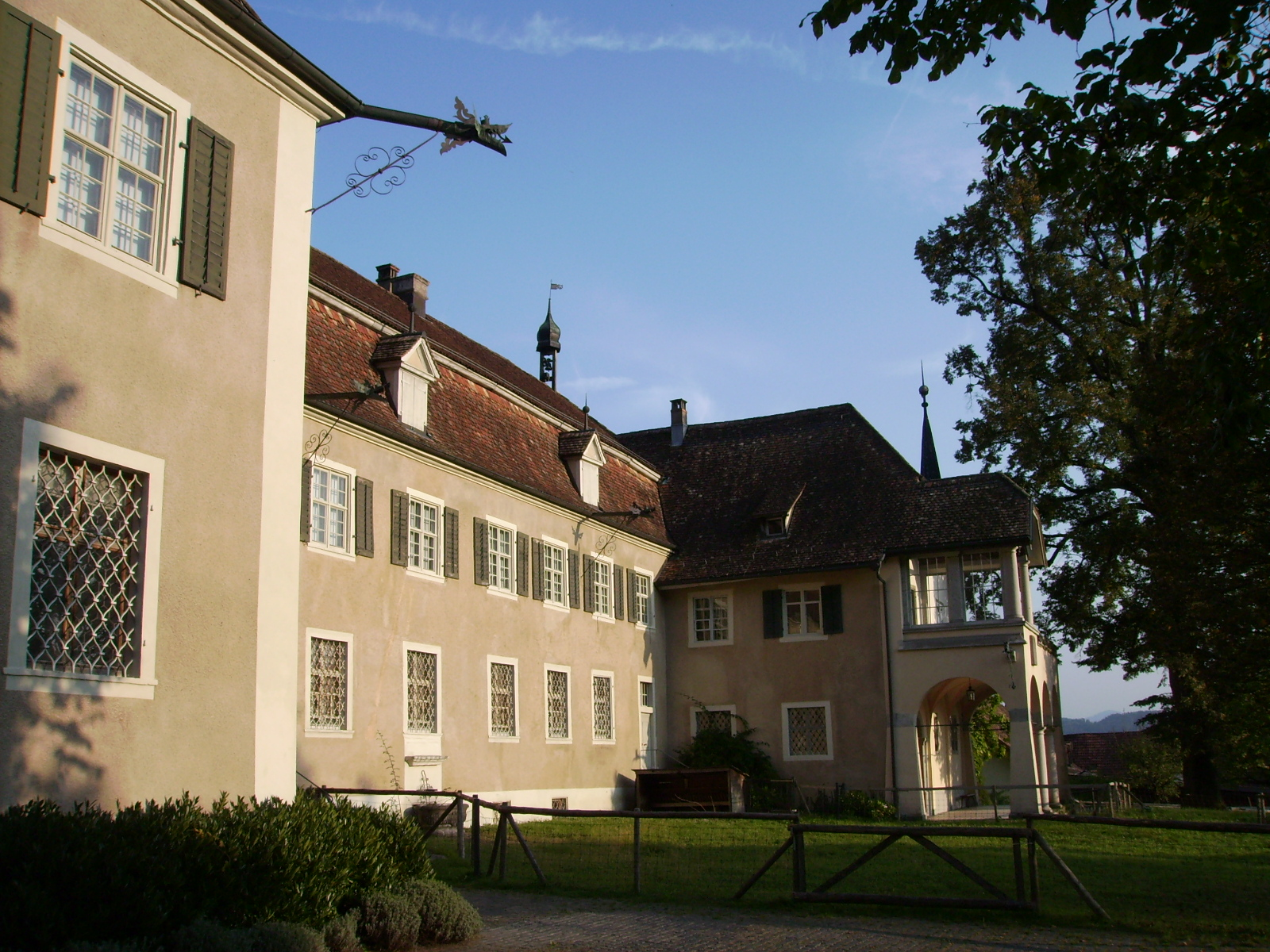
Aile sud (le prieur logeait au premier étage)
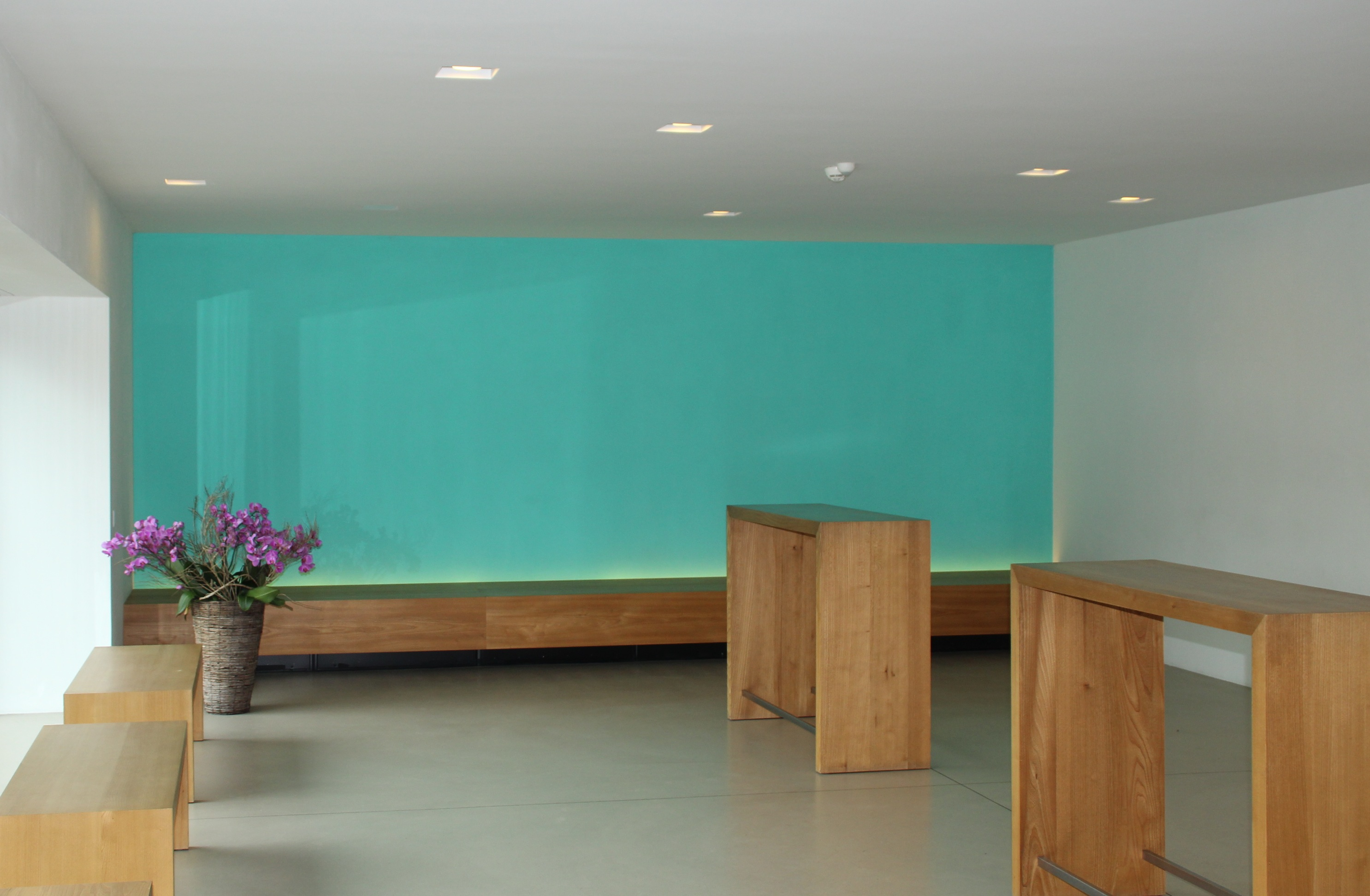
Foyer de la maison d'accueil
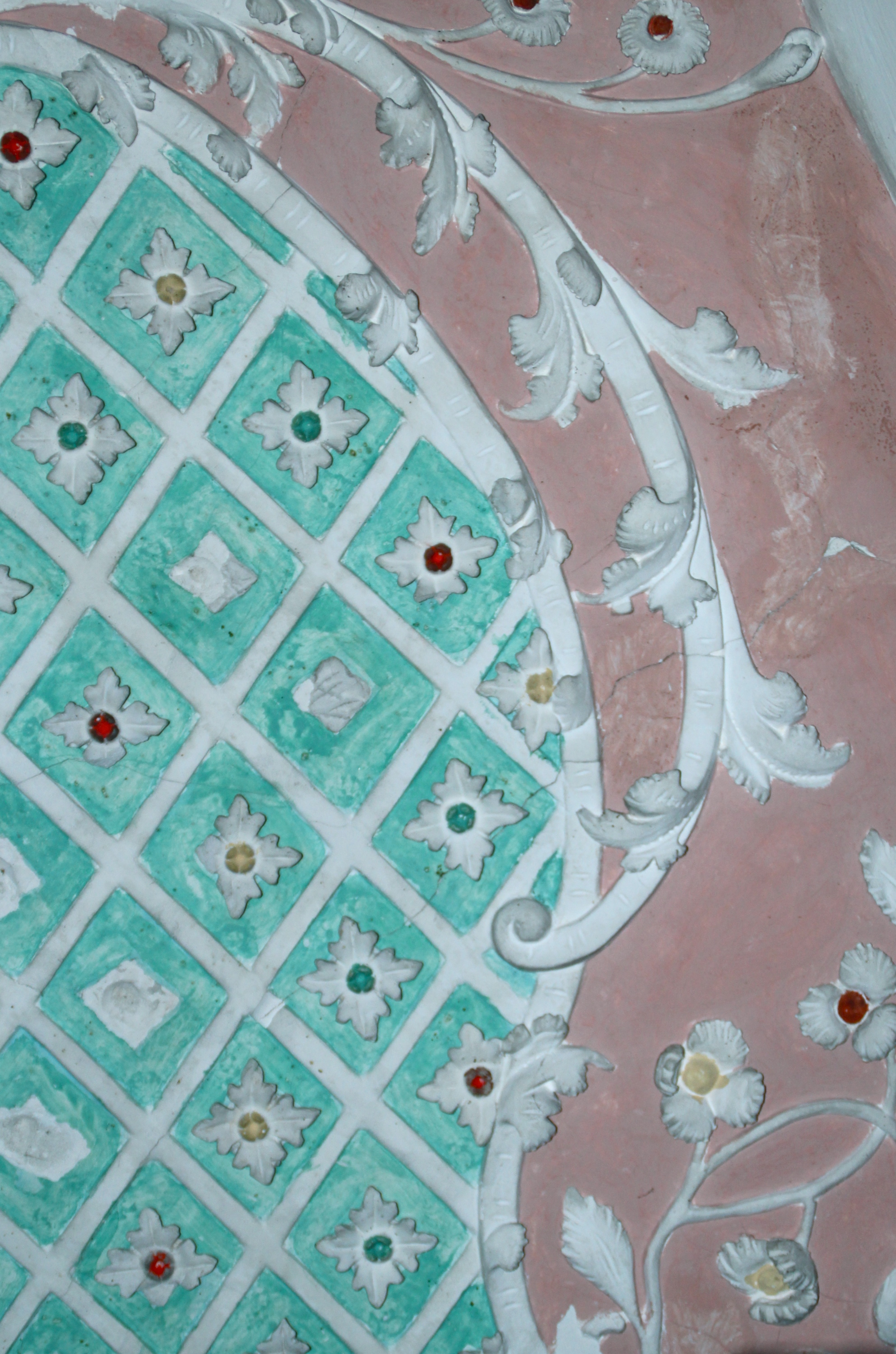
Fresque dans le musée de la chartreuse
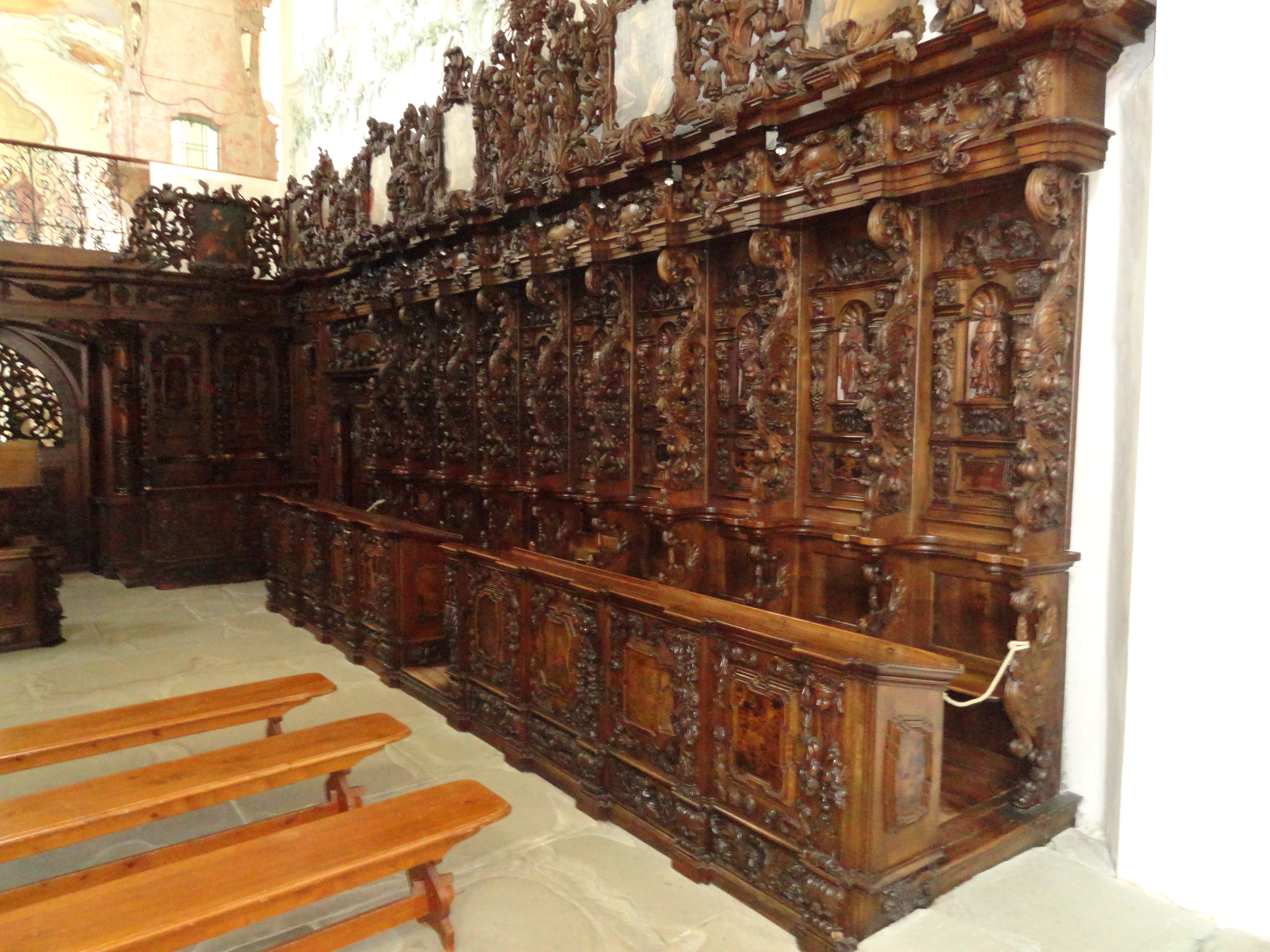
Stalles du chœur des moines

## Prieurs
Le prieur est le supérieur d'une chartreuse, élu par ses comprofès ou désigné par les supérieurs majeurs. Albert-Marie Courtray a donné le catalogue des prieurs ou recteurs et des religieux de la chartreuse.
- 1465-1467 : Anselme, premier recteur
- 1471-1477 : Jean de Argnetina, recteur 1467-1471 puis premier prieur.
- 1477-1482 : Barthélémy Hölderle
- 1482-1485 : Louis Moser
- 1489-1496 : Henri Gans, profès de la chartreuse de Bâle, puis de la Fribourg (1467 et 1482)
- 1496-1499 : Jacques Sanier ou Senger
- 1499-1508 : Nicolas Bischoff ou Episcopus

## Description

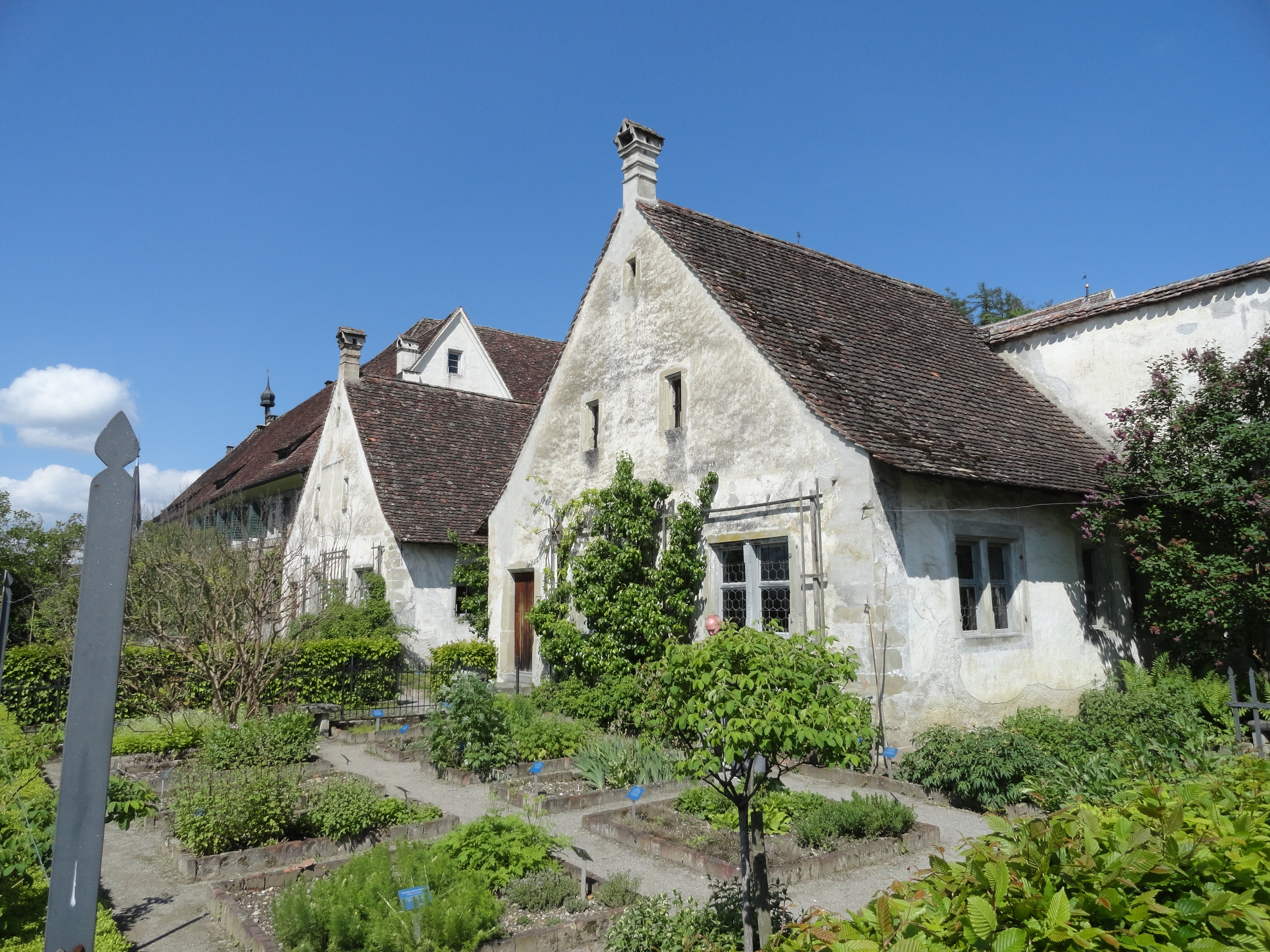
Anciennes cellules (maisonnettes des moines)

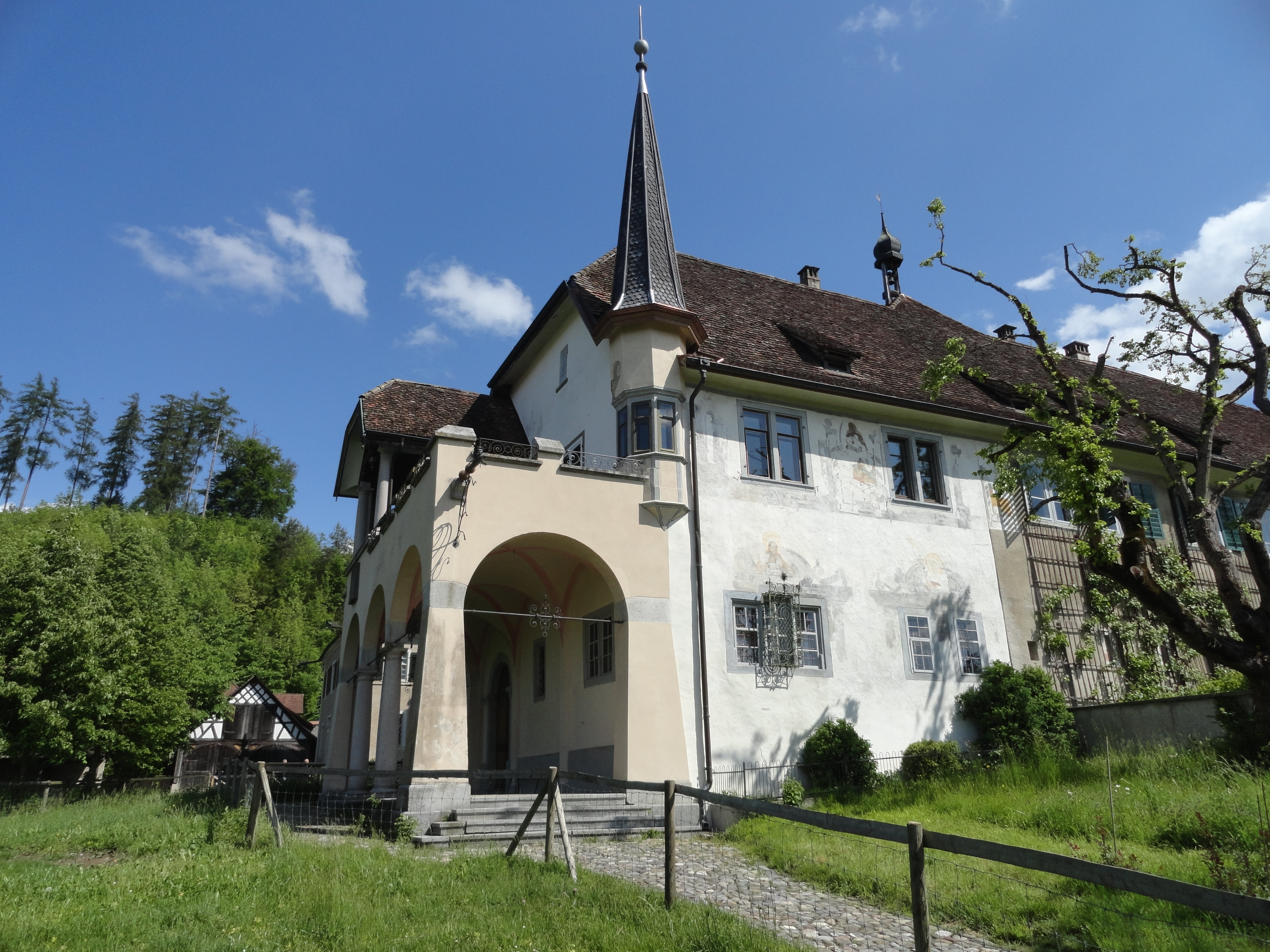
Musée de la chartreuse avec sa loggia

La partie la plus ancienne de la chartreuse est un vestige d'un bâtiment rectangulaire avec des murs épais qui se trouve à l'aile sud du monastère ; il est probable que ce soit un morceau d'une tour de guet antérieure à l'an 1150.
L'on ignore à quoi ressemblait le monastère au XIIe et au XIIIe siècle. De l'époque de sa reconstruction au XIVe siècle, il reste un certain nombre d'éléments, comme les murs longitudinaux de l'église avec ses fenêtres arquées en lancette. Le petit cloître existait déjà.
Lorsque le monastère passe aux chartreux, ceux-ci font construire le grand cloître, sur lequel donnent les cellules (c'est-à-dire les maisonnettes individuelles) des moines avec leur jardinet. Après les troubles du début de la Réforme menée par Zwingli dans la région et la destruction de la chartreuse par ces mêmes protestants, l'église est refaite. C'est de cette époque (vers 1550) que date le portail d'honneur. Le pignon à gradins et les murs crénelés donnent une impression brillante.
Au début du XVIIe siècle, l'aile sud est allongée vers l'ouest, le « protectorat » s'installe au rez-de-chaussée et le prieur à l'étage. Cet édifice réservé à la réception des dignitaires se distingue nettement de l'ensemble. En 1620, le grand cloître est refait et de nouvelles cellules sont bâties.
C'est vers l'an 1700 que l'église est redécorée dans le goût baroque. Les magnifiques stalles du chœur des moines sont terminées en 1701 et sont de la main du Thurgovien Chrisostomus Fröhli. De grandes fenêtres sont également percées. Ensuite l'aile orientale est reconstruite ; elle donne sur le petit cloître avec la sacristie, la salle capitulaire et la bibliothèque.
Dans les années 1720, c'est au tour de l'aile occidentale d'être reconstruite avec une façade rappelant celle d'un château de plaisance avec deux avant-corps. Le grand cellier à vin se trouve dans le sous-sol, tandis que les salles des frères convers se trouvent au rez-de-chaussée et au premier l'hôtellerie. Trente ans plus tard, l'ensemble est restauré à cause de problèmes de fondation. En même temps, l'axe de l'église redevient visible, tandis qu'un portail du porche est réutilisé.
Sous le prieur Antonius von Seilern, l'église gothique est entièrement refaite en style rococo de 1763 à 1797, telle qu'elle apparait aujourd'hui. Les stucs et le maître-autel en faux marbre de stuc sont l'œuvre de Johann Georg Gigl, les sculptures, de Matthias Faller et les fresques, de Franz Ludwig Hermann. La chartreuse conserve les reliques de sainte Victoire, martyre romaine, et de saint Bénigne de Dijon.

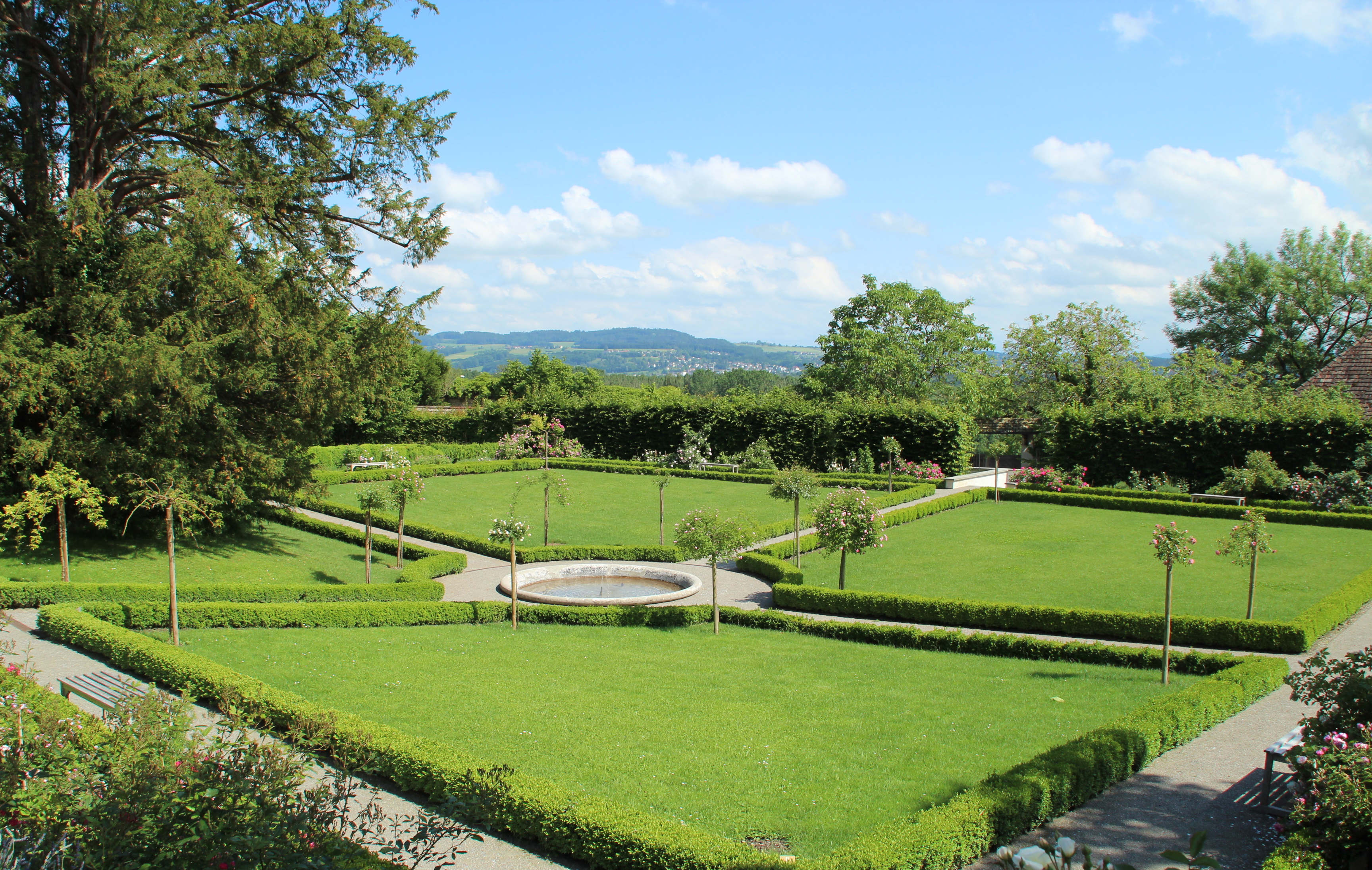
Jardin.

Le propriétaire Victor Fehr, qui y a demeuré de 1867 à 1938, a fait démolir sept cellules de l'aile nord du cloître, ainsi que le mur entourant le jardin. Les anciennes cuisines du monastère ont été transformées en pièce néo-Renaissance. En 1880, l'aile sud (aujourd'hui partie du musée) s'est vue ornée d'une loggia recouverte d'une terrasse.

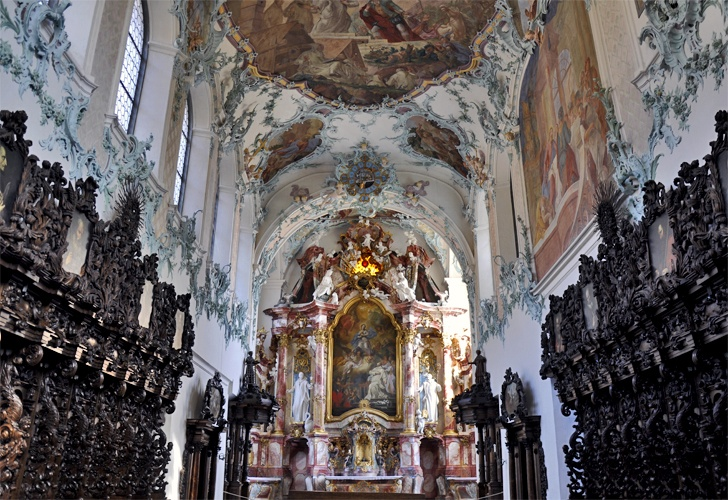
Intérieur de l'église.

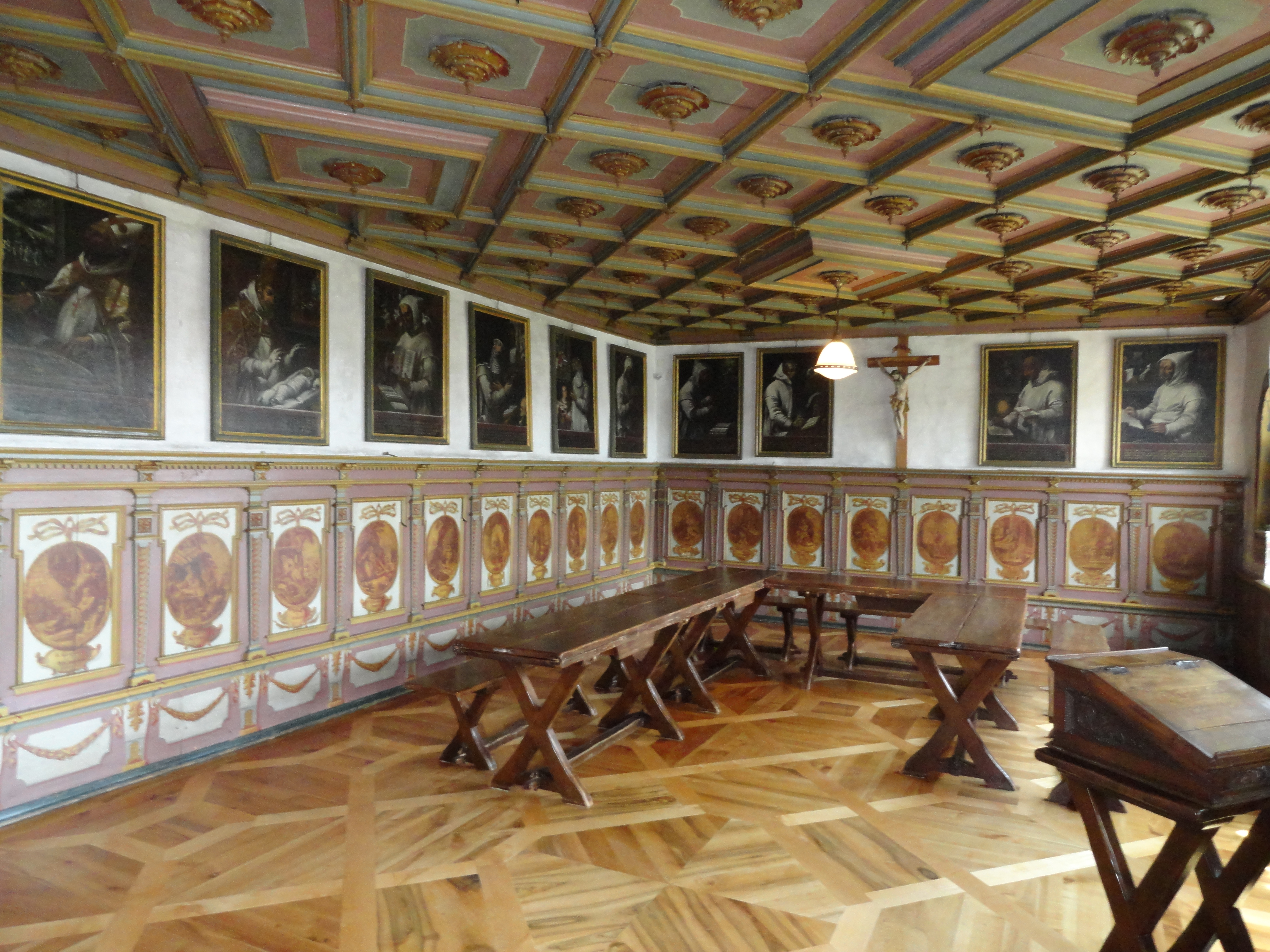
Réfectoire des moines qui ne servait que les dimanches et jours de fête.

En 1977, lorsque débutent les travaux de restauration entrepris par la fondation, il est décidé de reconstruire les cellules détruites du côté nord du cloître, afin d'y abriter les salles du musée. Au début des années 1980 les architectes Rudolf et Esther Guyer refont la maison d'accueil qui est inaugurée en 1983.
Par la suite, c'est au tour du restaurant Zur Mühle d'être aménagé dans l'ancien moulin à eau avec l'ancienne roue intégrée à l'intérieur. L'hôtellerie du haut est aménagée en 2008-2009, celle du bas est aménagée en 2004 par Regula Harder et Jürg Spreyermann.